# Sicamous
Sicamous es un municipio distrital canadiense situado en la provincia de Columbia Británica.

## Superficie
Sicamous tiene una superficie de 12,8 km².

## Demografía
En 2021, tenía 2613 habitantes, una densidad poblacional de 204,2 hab./km², y 1905 viviendas.